# Oberndorfer Heide
Das Gebiet Oberndorfer Heide ist ein flächenhaftes Naturdenkmal auf dem Gebiet der Stadt Rottenburg am Neckar im Landkreis Tübingen in Baden-Württemberg.

## Kenndaten
Das Naturdenkmal wurde mit Verordnung vom 18. Oktober 1994 unter dem Namen Oberndorfer Heide ausgewiesen.

## Lage und Beschreibung
Das Naturdenkmal liegt im Rottenburger Stadtteil Oberndorf nordwestlich von Rottenburg am Neckar. Es handelt sich um einen Trockenrasen, der sich auf einer sanft ansteigenden nordwestexponierten Geländeerhebung befindet.

## Flora und Fauna
Laut Biotopkartierung kommen die folgenden Arten im Gebiet vor: 
Feldahorn, Gemeine Schafgarbe, Gemeiner Odermennig, Hügel-Meier, Bärenschote, Fieder-Zwenke, Mittleres Zittergras, Aufrechte Trespe,
Sichelblättriges Hasenohr, Rundblättrige Glockenblume, Gewöhnliches Hirtentäschel, Blaugrüne Segge, Berg-Segge, Silberdistel, Wiesen-Flockenblume,
Weißes Waldvöglein, Stängellose Kratzdistel, Gewöhnliche Kratzdistel, Wilde Möhre, Gewöhnlicher Natternkopf, Kriech-Quecke, Zypressen-Wolfsmilch,
Gemeiner Augentrost, Faulbaum, Gemeine Esche, Kletten-Labkraut, Wiesen-Labkraut, Echtes Labkraut, Deutscher Ginster, Gewöhnlicher Fransenenzian,
Wiesen-Storchschnabel, Mücken-Händelwurz, Wiesen-Bärenklau, Kleines Habichtskraut, Gewöhnlicher Hufeisenklee, Echtes Johanniskraut, Acker-Witwenblume,
Pyramiden-Schillergras, Weiße Taubnessel, Magerwiesen-Margerite, Gewöhnlicher Liguster, Echtes Leinkraut, Purgier-Lein, Großes Zweiblatt,
Rote Heckenkirsche, Gewöhnlicher Hornklee, Sichelklee, Hopfenklee, Luzerne, Bastard-Luzerne, Acker-Wachtelweizen, Weißer Steinklee,
Hoher Steinklee, Berg-Esparsette, Saat-Esparsette, Dornige Hauhechel, Bienen-Ragwurz, Helm-Knabenkraut, Pastinak, Gewöhnliches Bitterkraut,
Kleine Bibernelle, Waldkiefer, Spitzwegerich, Mittlerer Wegerich, Zweiblättrige Waldhyazinthe, Schopfige Kreuzblume, Gänsefingerkraut,
Vogelkirsche, Zwetschge, Schlehdorn, Zottiger Klappertopf, Hundsrose, Krauser Ampfer, Wiesensalbei, Kleiner Wiesenknopf,
Tauben-Skabiose, Raukenblättriges Greiskraut, Breitblättriger Thymian, Wiesen-Bocksbart, Große Brennnessel, Wolliger Schneeball, Gewöhnlicher Schneeball,
Vogel-Wicke, Zaun-Wicke.